# 東武和泉駅
東武和泉駅（とうぶいずみえき）は、栃木県足利市福居町にある東武鉄道伊勢崎線の駅である。駅番号はTI 14。

## 年表
- 1935年（昭和10年）9月20日：開業[1]。
  - 駅名は周辺の古名である「泉」に由来するとされ、駅近隣の龍泉寺の寺号にも継承されている[2]。
  - 当駅開業前、現在の静和駅（東武日光線）が3か月間だけ「東武和泉駅」を名乗っていたが（1929年（昭和4年）4月1日開業、同年7月1日現駅名に改称[3]）、由来が異なり直接の関係はない。
- 1974年（昭和49年）4月1日：駅無人化（簡易委託開始）。
- 2006年（平成18年）3月18日：ダイヤ改正に伴い準急が区間急行に名称変更され大幅に本数が削減されると同時に日中の運用形態が久喜駅で系統分割され、日中に浅草駅に向かう列車がなくなった。日中の時間帯は久喜駅 - 館林駅及び太田駅間を結ぶ普通列車の運用となった。また、区間準急の新たな停車駅となった。[要出典]
- 2012年（平成24年）3月17日 - 駅ナンバリング導入。

## 駅構造
伊勢崎線では唯一の単式ホーム1面1線を有する地上駅で無人駅である。出入口・ホームは線路の東側に設置されており、2024年（令和6年）11月下旬までホームと線路の西側との間を連絡する跨線橋があった。2004年（平成16年）に旧駅舎を解体し、プレハブ小屋とされた。
かつて乗車券は駅前の社宅で購入することが可能であった。日中時間帯は他駅から駅員が出張する場合もある。出入口にPASMOなどのICカード簡易改札機と、乗車駅証明書発行機が設置されている。
トイレは駅本屋横の地平レベルに設置されている。

### のりば
| 番線 | 路線     | 方向 | 行先                                                                         |
| ---- | -------- | ---- | ---------------------------------------------------------------------------- |
| 1    | 伊勢崎線 | 下り | 足利市・太田方面                                                             |
| 1    | 伊勢崎線 | 上り | 館林・久喜・ 東武スカイツリーライン 北千住・とうきょうスカイツリー・浅草方面 |

- 上記の路線名は旅客案内上の名称（「東武スカイツリーライン」は愛称）で表記している。

## 利用状況
2024年度の1日平均乗降人員は750人である。近年は増加基調で、2017年度の乗降人員は2003年度の2倍弱である。
近年の1日平均乗降人員の推移は下表の通り。
| 1日平均 乗降人員   | 出典  |            |
| ------------------ | ----- | ---------- |
| 1998年（平成10年） | 843   |            |
| 1999年（平成11年） | 868   |            |
| 2000年（平成12年） | 802   |            |
| 2001年（平成13年） | 701   |            |
| 2002年（平成14年） | 608   |            |
| 2003年（平成15年） | 593   |            |
| 2004年（平成16年） | 770   |            |
| 2005年（平成17年） | 760   |            |
| 2006年（平成18年） | 780   |            |
| 2007年（平成19年） | 677   |            |
| 2008年（平成20年） | 684   |            |
| 2009年（平成21年） | 694   |            |
| 2010年（平成22年） | 781   |            |
| 2011年（平成23年） | 856   |            |
| 2012年（平成24年） | 892   |            |
| 2013年（平成25年） | 938   |            |
| 2014年（平成26年） | 926   |            |
| 2015年（平成27年） | 990   |            |
| 2016年（平成28年） | 1,048 |            |
| 2017年（平成29年） | 1,061 |            |
| 2018年（平成30年） | 1,062 |            |
| 2019年（令和元年） | 969   | [ 東武 4 ] |
| 2020年（令和02年） | 701   | [ 東武 5 ] |
| 2021年（令和03年） | 761   | [ 東武 6 ] |
| 2022年（令和04年） | 777   | [ 東武 7 ] |
| 2023年（令和05年） | 782   | [ 東武 2 ] |
| 2024年（令和06年） | 750   | [ 東武 1 ] |

## 駅周辺
- 足利大学附属高等学校
- 集雲山龍泉寺
- コムファーストショッピングセンター
  - アピタ足利店
- ヤマダデンキ家電住まいる館YAMADA足利店
- コジマNEW足利店
- ヨークタウン足利（旧・Dマート） 
  - ヨークベニマル足利店
- 足利健康ランド
- HOTEL R9 The Yard 足利福富

## 隣の駅
東武鉄道
 伊勢崎線
福居駅 (TI 13) - 東武和泉駅 (TI 14) - 足利市駅 (TI 15)